# إيموري ليون تشافي
إيموري ليون تشافي (بالإنجليزية: Emory Leon Chaffee) (و. 1885 – 1975 م) هو فيزيائي، ومهندس، وأستاذ جامعي من الولايات المتحدة الأمريكية . وكان عضواً في الأكاديمية الأمريكية للفنون والعلوم .
توفي في والثام ، عن عمر يناهز 90 عاماً.

## التعليم
تعلم في جامعة هارفارد، ومعهد ماساتشوست للتكنولوجيا

## مناصب وهيئات
أدار جامعة هارفارد.

## جوائز
حصل على جوائز منها:
- ميدالية الشرف لمعهد مهندسي الكهرباء والإلكترونيات [الإنجليزية]‏ (1959).